# بوس (مغنية راب)
بوس (بالإنجليزية: Boss) هي رابر أمريكية، ولدت في 14 أغسطس 1969 في ديترويت في الولايات المتحدة.

## وصلات خارجية
- بوس على موقع ميوزك برينز (الإنجليزية)
- بوس على موقع ميوزك برينز (الإنجليزية)
- بوس على موقع أول ميوزيك (الإنجليزية)
- بوس على موقع ديسكوغز (الإنجليزية)